# Stefan Dragutin

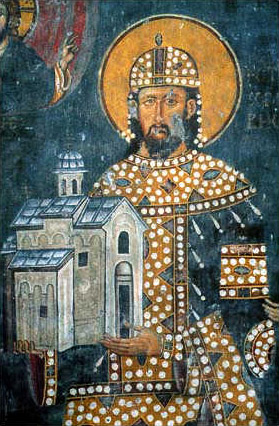
Stefan Dragutin

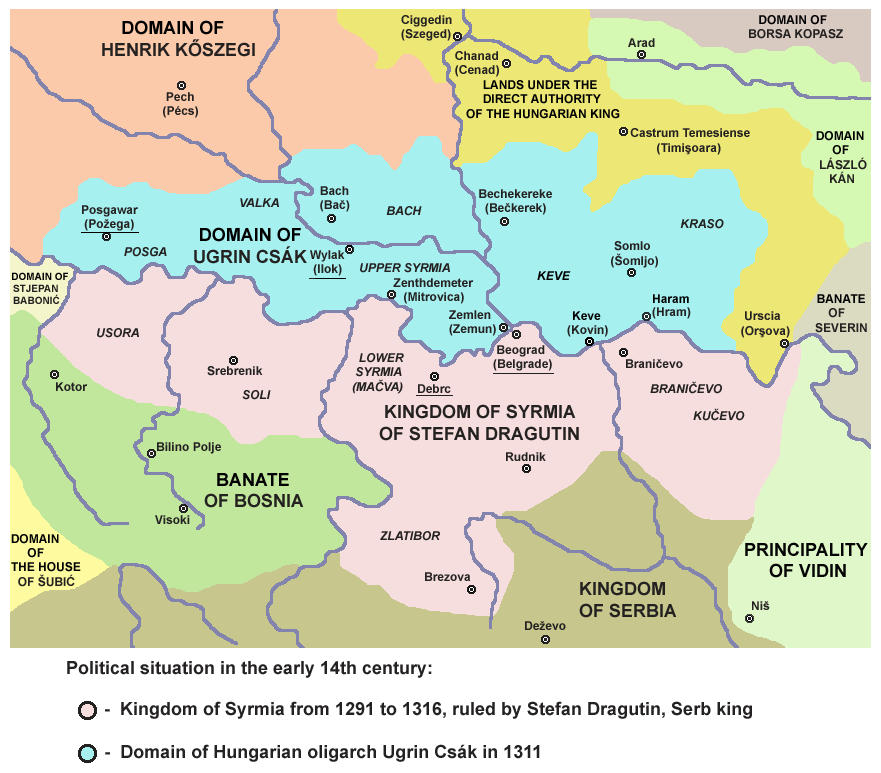
Herrschaft Dragutins nach seiner Absetzung 1282–1316

Stefan Dragutin (* um 1252; † 12. März 1316 im Kloster Đurđevi Stupovi) war von 1276 bis 1282 serbischer König.

## Leben
Stefan Dragutin war der Sohn von Stefan Uroš I. und dessen Frau Hélène von Anjou. Stefan Dragutin war mit Katalina aus dem Hause der ungarischen Árpá verheiratet. Ihr Vater war Stephan V., König von Ungarn. Als Stefan Uroš I. 1269 einen Feldzug gegen Ungarn führte und von diesen geschlagen wurde, wurde auf Druck Ungarns Dragutin zum Mitregenten seines Vaters eingesetzt. 1275 versuchte Stefan Uroš I. die Republik Ragusa (Dubrovnik) zu erobern. Mit Hilfe Ungarns und der Republik Dubrovnik sammelte Dragutin ein Heer und stürzte seinen Vater 1276. In Serbien wurde ein zu großer ungarischer Einfluss oder gar der Anschluss Serbiens an Ungarn befürchtet, weswegen die serbische Reichsversammlung Stefan Dragutin 1282 absetzte und sein jüngerer Bruder Stefan Uroš II. Milutin inthronisiert wurde.
Nach seiner Absetzung 1282 blieb Stefan Dragutin Teilherrscher in den nördlichen Gebieten Serbiens und bekam aufgrund seiner verwandtschaftlichen Beziehungen zum ungarischen Königshaus Belgrad und Syrmien sowie die Banate Só und Osora in Ostbosnien, wo er bis 1316 herrschte. Gemeinsam mit Milutin eroberte er Teile Ostserbiens. Stefan Dragutin zog sich als Mönch Teoktist in das Kloster Đurđevi Stupovi (Đurđevs Säulen) bei Ras zurück, wo er 1316 starb. Sein Sohn Stefan Vladislav fühlte sich als ein ungarischer Anjou und gab sein Königreich an die ungarische Krone zurück, die südlichen Gebiete eroberte jedoch Stefan Uroš II. Milutin.